# Радовиш
Ра́довиш (макед. Радовиш), устаревшее Ра́довиште (серб. Радовиште, болг. Радовищ) — город в Северной Македонии, центр одноименной Общины Радовиш. Население Радовиша на 2021 год составляет 14 460 человек.

## География
Радовиш находится в юго-восточной части Северной Македонии, и подножия горы Плачковица в Радовишской котловине.

## История
В первый раз Радовиш упоминается в 1019 году в грамоте византийского императора Василия II Болгаробойцы.
В местности «Хисар» найдены останки средневековой крепости.

## Население
По переписи 2002 года, в Радовише проживало 16 223 жителей, из которых:
| Национальность | Всего  |
| македонцы      | 13 991 |
| албанцы        | 1      |
| турки          | 1 927  |
| цыгане         | 181    |
| влахи          | 20     |
| сербы          | 60     |
| бошняки        | 1      |
| другие         | 42     |

## Люди, связанные с городом
- Анастасий Струмишский (Спас Струмисшкий) (1774—1794), христианский новомученик
- Караманов, Ацо (1927—1944), коммунист-партизан
- Эмин, Ильхами (1931 —), поэт и переводчик
- Ципушев, Кирил (? — 1928), болгарский революционер
- Ципушев, Коце (1877—1966), болгарский революционер
- Даневский, Томе (р.1970), политик, депутат ои ВМРО-ДПМНЕ

## Фото

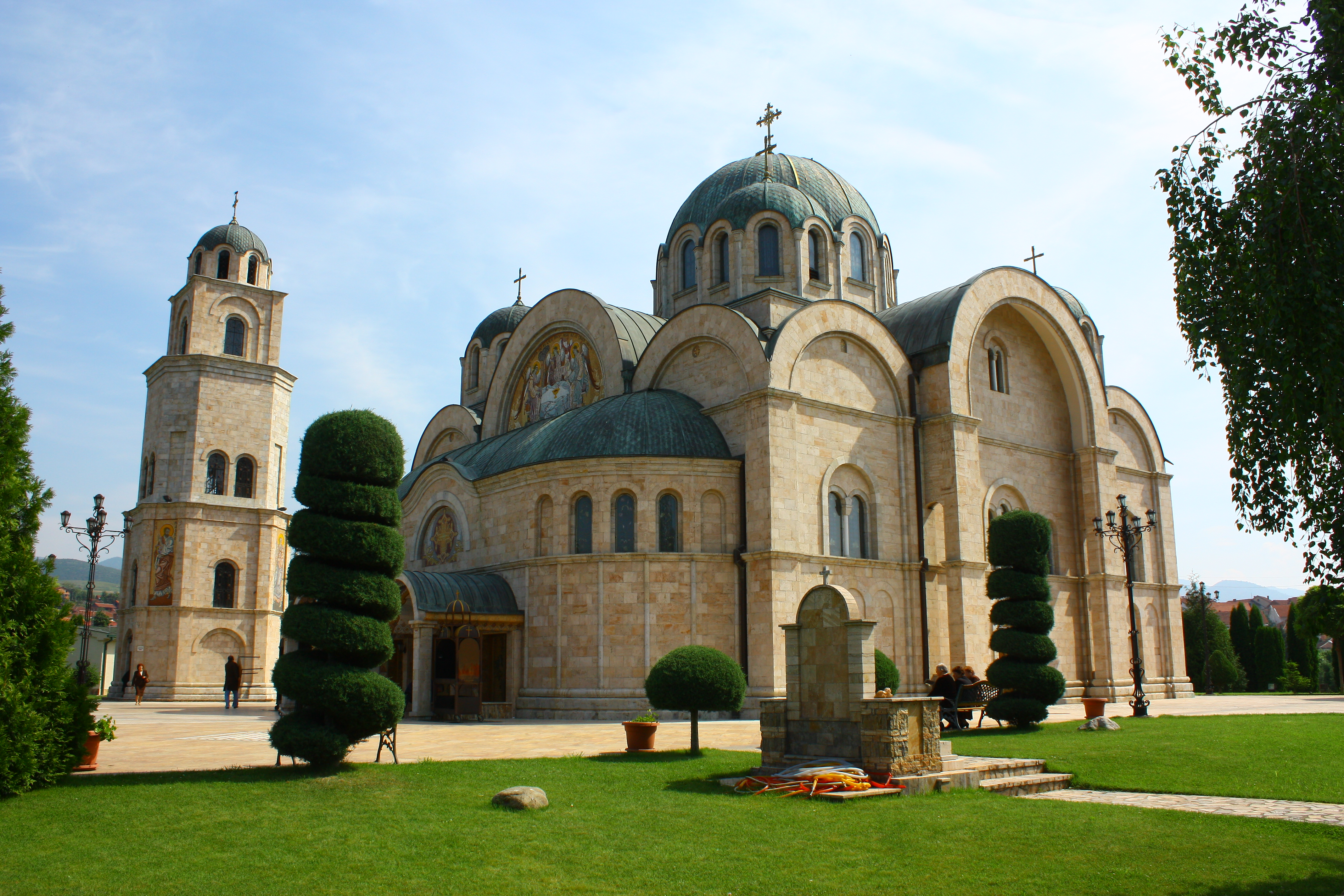
Православная церковь Святой Троицы
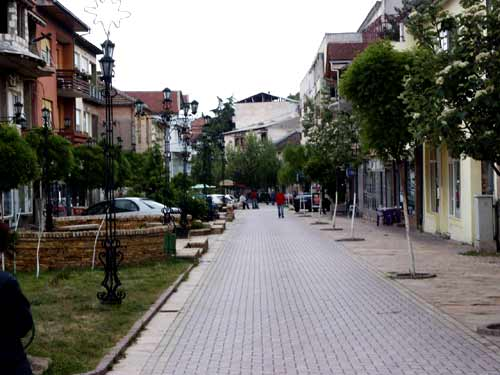
Центральная часть Радовиша
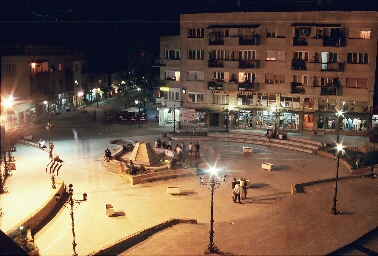
Центральная часть Радовиша
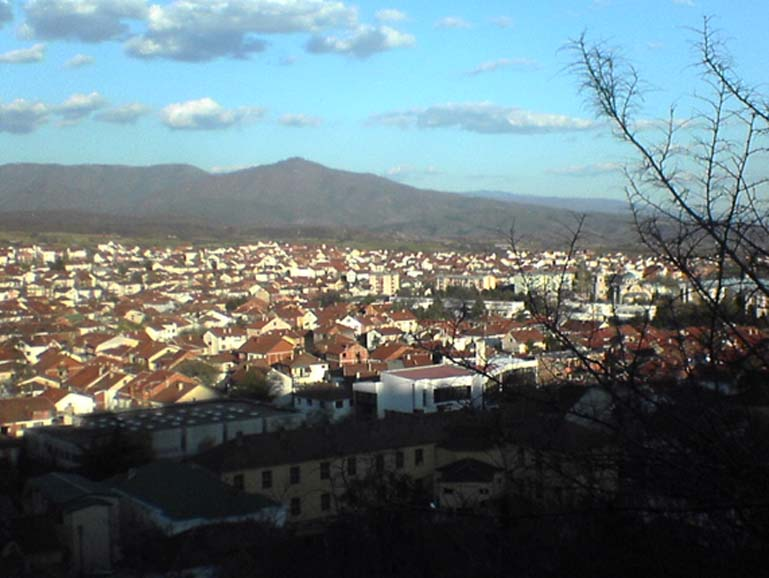
Вид на Радовиш